# Peter Easton
Peter Easton (ur. ok. 1570, zm. 1620 lub później) – był z pochodzenia chłopem z Somerset. 

## Życiorys
Dowodził w 1612 roku piracką flotą, złożoną z dwudziestu pięciu żaglowców, grasujących po Morzu Śródziemnym. U szczytu swej potęgi terroryzował Kanał Bristolski, łupił francuskie, holenderskie i portugalskie floty rybackie, poławiające dorsze u brzegów Nowej Fundlandii. Swe załogi uzupełniał spośród rybaków, życie zakończył godnie, gdyż osiadł w Villefranche pod opieką księcia Sabaudii, nabył tam włości, dające mu tytuł markiza i ożenił się z arystokratką.